# Tây Tiền Hải, Hưng Yên
Tây Tiền Hải là một xã thuộc tỉnh Hưng Yên, Việt Nam.

## Địa lý
Xã Tây Tiền Hải nằm ở phía nam của tỉnh Hưng Yên, có vị trí địa lý:
- Phía tây giáp xã Kiến Xương.
- Phía đông giáp xã Ái Quốc.
- Phía nam giáp xã Nam Tiền Hải và xã Bình Định.
- Phía bắc giáp xã Tiền Hải.

## Lịch sử
Ngày 16 tháng 6 năm 2025, Ủy ban Thường vụ Quốc hội ban hành Nghị quyết số 1666/NQ-UBTVQH15 về việc sắp xếp các đơn vị hành chính cấp xã của tỉnh Hưng Yên năm 2025. Theo đó, sắp xếp toàn bộ diện tích tự nhiên, quy mô dân số của các xã Phương Công, Vân Trường và Bắc Hải thành xã mới có tên gọi là xã Tây Tiền Hải.